# Хоан Гарсія
Хоан Гарсія (ісп. Joan García; нар. 4 травня 2001, Сальєн) — іспанський футболіст, воротар клубу «Барселона».
Виступав за юнацькі збірні Іспанії.

## Клубна кар'єра
Народився 4 травня 2001 року в Сальєні. Вихованець футбольної школи «Еспаньйола».
У дорослому футболі дебютував 2019 року виступами за другу команду рідного клубу, в якій провів два сезони, взявши участь у 17 матчах третього іспанського дивізіону. 
На сезон 2021/22 був вже заявлений за основну команду «Еспаньйола» і дебютував у її складі в Ла-Лізі.
У лютому 2025 року його сейв був визнаний найкращим.
18 червня 2025 року Барселона офіційно представила його як нового футболіста клубу.

## Виступи за збірні
2018 року дебютував у складі юнацької збірної Іспанії (U-18), загалом на юнацькому рівні взяв участь у 8 іграх, пропустивши 5 голів.
2024 року був включений до заявки олімпійської збірної Іспанії для участі у футбольному турнірі на тогорічних Олімпійських іграх у Парижі.

## Статистика виступів

### Статистика клубних виступів
Станом на 24 липня 2024
| Сезон             | Команда           | Чемпіонат         | Чемпіонат | Чемпіонат | Національний кубок | Національний кубок | Національний кубок | Континентальні кубки | Континентальні кубки | Континентальні кубки | Інші змагання | Інші змагання | Інші змагання | Усього | Усього | Усього |
| Сезон             | Команда           | Ліга              | Ігор      | Голів     | Ліга               | Ігор               | Голів              | Ліга                 | Ігор                 | Голів                | Ліга          | Ігор          | Голів         | Ігор   | Голів  |        |
| ----------------- | ----------------- | ----------------- | --------- | --------- | ------------------ | ------------------ | ------------------ | -------------------- | -------------------- | -------------------- | ------------- | ------------- | ------------- | ------ | ------ | ------ |
| 2019–20           | «Еспаньйол»       | СДБ               | 2         | -2        |                    | -                  | -                  |                      | -                    | -                    |               | -             | -             | 2      | -2     |        |
| 2020–21           | «Еспаньйол»       | СДБ               | 15        | –         |                    | -                  | -                  |                      | -                    | -                    |               | -             | -             | 15     | –      |        |
| 2021–22           | «Еспаньйол»       | ПД                | 2         | -3        | КІ                 | 2                  | -3                 |                      | -                    | -                    |               | -             | -             | 4      | -6     |        |
| 2022–23           | «Еспаньйол»       | ПД                | 1         | -3        | КІ                 | 3                  | -2                 |                      | -                    | -                    |               | -             | -             | 4      | -5     |        |
| 2023–24           | «Еспаньйол»       | СД                | 18        | -8        | КІ                 | 3                  | -2                 |                      | -                    | -                    |               | -             | -             | 21     | -10    |        |
| Усього за кар'єру | Усього за кар'єру | Усього за кар'єру | 38        | -36       |                    | 8                  | -7                 |                      | -                    | -                    |               | -             | -             | 46     | -43    |        |

## Досягнення
Особисті
- Сейв місяця Ла-Ліги (2): лютий 2025, березень 2025[3]